# Боженов, Пётр Иванович
Пётр Иванович Боженов (12.07.1904 — 28.01.1999) — российский учёный,  заслуженный деятель науки и техники РСФСР, лауреат Ленинской премии. Почётный член Российской академии архитектуры и строительных наук.
Родился в г. Карачев. Окончил Семипалатинский рабфак и Ленинградский политехнический институт (1929). 
Работал в Ленинградском институте сооружений, в Госстрое и Наркомстрое СССР. 
С 1944 г. в Ленинградском инженерно-строительном институте (ЛИСИ): с 1952 по 1957 г.  директор, в 1952-1984 зав. кафедрой строительных материалов.
С 1957 руководитель Ленинградского филиала Академии строительства и архитектуры СССР.
Профессор, доктор технических наук, почетный академик Российской академии архитектуры и строительных наук.
Работы в области технологии неорганических силикатных материалов.
Первый доказал возможность производства портландцемента из нефелинового шлама . 
Автор 10 монографий, более 250 научных трудов И 40 изобретений.
Доктор технических наук (1953), заслуженный деятель науки и техники РСФСР (1965). 
Лауреат Ленинской премии (1962) и Премии Совета Министров СССР (1987). 
Награждён орденами Ленина, Октябрьской Революции, Трудового Красного Знамени, Дружбы народов, «Знак Почёта», многими медалями.
Скончался 28 января 1999 года. Похоронен в Санкт-Петербурге на Литераторских мостках Волковского кладбища.